# Bruno Bianchi (calciatore 1989)
Bruno Félix Bianchi Massey (San Nicolás de los Arroyos, 17 febbraio 1989) è un calciatore argentino, difensore del Douglas Haig.